# وسام الجمهورية (تونس)
وسام الجمهورية هو وسام تونسي أسس في 16 مارس 1959 من قبل رئيس تونس الحبيب بورقيبة سنتين بعد إلغاء النظام الملكي وقيام الجمهورية.

يعتبر حاليا من أعلى أوسمة البلاد قيمة إلى جانب وسام الاستقلال.

## التاريخ
أسس هذا الوسام بمقتضى القانون عدد 33 المؤرخ في 6 رمضان 1378 (16 مارس 1959) في إحداث وسام الجمهورية. وأعيد تنظيمه بمقتضى القانون عدد 27 المؤرخ في في 9 ربيع الأول 1383 (29 يوليو 1963) المتعلق بتنقيح القانون السابق ذكره.

### خصوصيات وسام الجمهورية بين 1959 و1963
عند إنشاء الوسام في 16 مارس 1959، كان يتكون من 5 أصناف ولم تتغير منذها (الأكبر، الأول، الثاني، الثالث، الرابع). يحمل الوسام مدى الحياة وهو غير قابل للتوريث. أصناف الوسام تستوجب أقدمية حددها القانون. يمكن الاستغناء عن هذا الشرط في الحالات الاستثنائية.
خصوصيات الأصناف هي:
- الصنف الأكبر: صفيحة ذهبية قطرها 80 مم، تتركب من نجم ذي خمسة أضلاع مطلي بالزاج الأبيض ويتخلل أضلاعه أطراف نجم ذي خمسة أضلاع مطلية بالزاج الأحمر ممدة بسبعة أشعة على شكل شعل. يتوسط الصفيحة صورة منقوشة للرئيس الحبيب بورقيبة، تحتها قطعة من الزاج الأبيض منقوش عليها عبارة «وسام الجمهورية». يحمل الوسام بالجهة اليسرى من الصدر ويحمل معه الوشاح الأكبر وهو وشاح حريري (عرضه 101 مم) يمتد بكلتى حافيته خطان أحمران، ويحمل على العاتق الأيمن ويوضع أسفله وسام من الصنف الثاني.
- الصنف الأول: يتكون من صفيحة فضية مماثلة لصفيحة الصنف الأكبر، ويحمل بالجهة اليمنى من الصدر، ويمكن أن يحمل معه بالجهة اليسرى من الصدر وسام من الصنف الثالث.
- الصنف الثاني: صفيحة ذهبية تتركب من نجم ذي خمسة أضلاع مطلي بالزاج الأبيض ويتخلل أضلاعه أطراف نجم ذي خمسة أضلاع مطلية بالزاج الأحمر. توجد بوسط الصفيحة صورة مماثلة لتلك الموجودة بصفيحة وسام الصنف الأكبر. يحمل الوسام معلقا بالرقبة بواسطة وشاح مماثل لوشاح وسام الصنف الأكبر ويمر بحلقة مستطيلة من معدن الذهب.
- الصنف الثالث: مماثل لوسام الصنف الثاني ولكنه يحمل بالجهة اليسرى من الصدر معلقا بوشاح تعلوه وردة ألوانها مماثلة لألوان وشاح وسام الصنف الأكبر.
- الصنف الرابع: مماثل لوسام الصنف الثالث غير أنه من الفضة، ويحمل بالجهة اليسرى من الصدر معلقا بوشاح ألوانه مماثلة لألوان وشاح وسام الصنف الأكبر.

### خصوصيات وسام الجمهورية الحالي (منذ 1963)

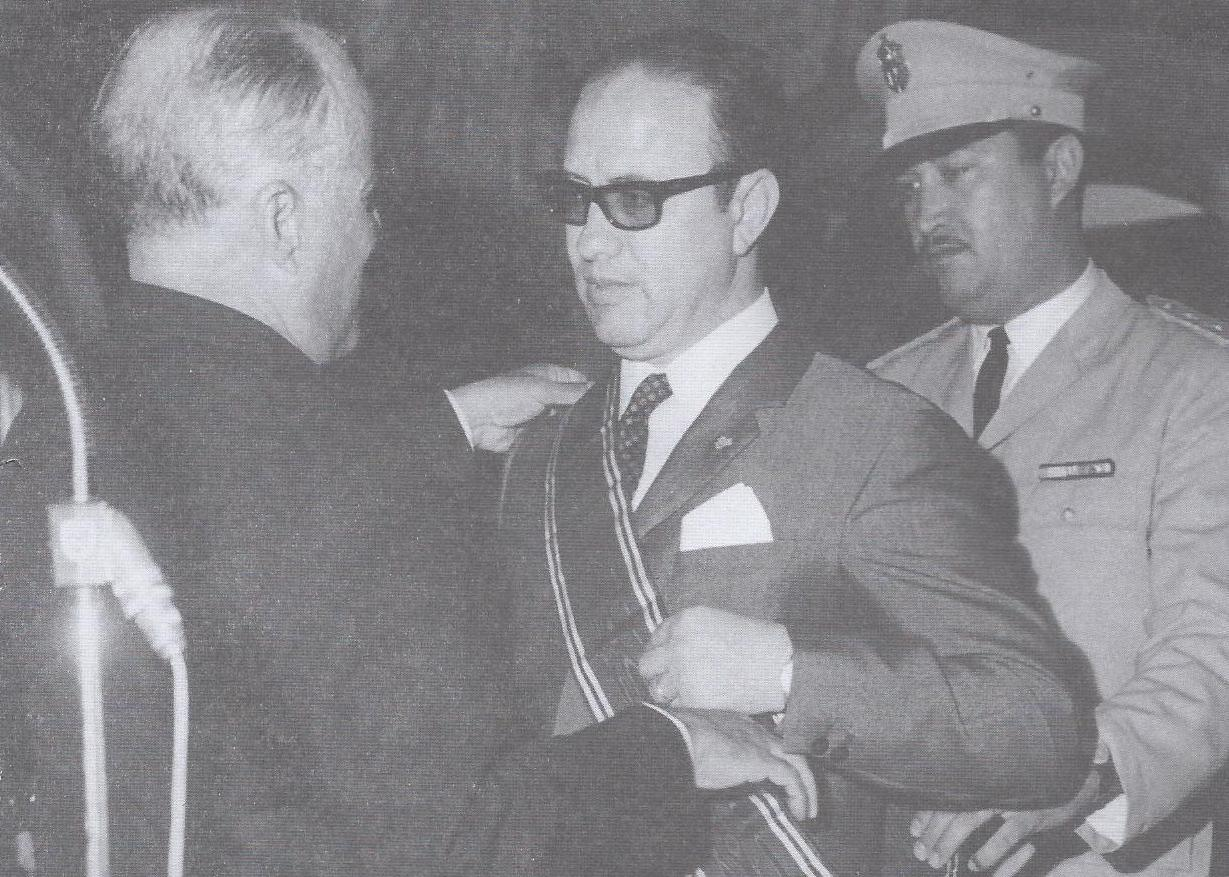
رئيس الجمهورية السابق السيد الحبيب بورقيبة يوشح صدر الباجي قايد السبسي بوسام الجمهورية الصنف الأكبر يوم 1 يونيو 1966.

صدر في 1963 القانون عدد 27 والذي غير عدة فصول من قانون 1959 وخاصة المتعلقة بخصوصيات أصناف الوسام، والتغييرات هي:
- الصنف الأكبر: صفيحة فضية قطرها 80 مم (65 مم للسيدات)، تتركب من نجم ذي خمسة أضلاع مطلية بالزاج الأخضر ذات أطراف حمراء ترتكز من كلا الجهتين على خط منخفظ من المعدن ويتخلل الأضلاع جمع من ثلاثة رماح ترتكز أعوادها على إكليل من القشور. وتوجد بوسط الصفيحة على الزاج الأخضر شِعـَـار الجمهورية من الفضة تحيط بها قطعة من الزاج الأحمر ذات طرفين مطليين بخط من الزاج الأخضر وترسم على الزاج الأحمر عبارة الجمهورية التونسية. يحمل وسام الصنف الأكبر على الجانب الأيسر من الصدر. أما الوشاح الأكبر (عرضه 105 مم للرجال و80 مم للسيدات) يحمل على العاتق الأيمن ويمتد على حافتي هذا الوشاح الأخضر اللون خطان أحمران، ويعلق أسفل الوشاح وسام من الصنف الثاني.
- الصنف الأول: مماثل لوسام الصنف الأكبر، ويحمل بالجهة اليمنى من الصدر، ويحمل معه بالرقبة وسام من الصنف الثاني معلق بواسطة وشاح أخضر ذي خطين أحمرين على حافتيه.
- الصنف الثاني: مماثل لوسام الصنف الأكبر ولكن قطره 65 مم، يحمل معلقا بالرقبة بواسطة وشاح أخضر ذي خطين أحمرين على حافتيه.
- الصنف الثالث: مماثل لوسام الصنف الأكبر ولكن قطره 50 مم، ويحمل على الجانب الأيسر من الصدر معلقا بواسطة وشاح أخضر ذي خطين أحمرين على حافتيه، وتوجد على الوشاح وردة ألوانها مماثلة لألوان الوسام.
- الصنف الرابع: مماثل لوسام الصنف الثالث، ويحمل على الجانب الأيسر من الصدر معلقا بواسطة وشاح أخضر ذي خطين أحمرين على حافتيه.

## الأصناف
- القلادة الكبرى للنقيب الأكبر للوسام الخاصة برئيس الجمهورية.
- القلادة المخصصة لرؤساء الدول الأجنبية.
- الصنف الأكبر (Grand-cordon).
- الصنف الأول (Grand officier).
- الصنف الثاني (commandeur).
- الصنف الثالث (officier).
- الصنف الرابع (chevalier).

## شخصيات تحصلت على الوسام

### الصنف الأكبر
- قيس سعيد
- الباجي قائد السبسي
- الحبيب عمار[1]
- رشيد عمار[2]
- الشاذلي العياري[3]
- الطاهر بن عمار[4]
- عمر الشاذلي[5]
- محمد الناصر[6]
- الحبيب الصيد[7][8]
- مهدي جمعة[9]
- علي العريض[10]
- محمود المسعدي[11]
- منصور معلى[3]
- عبد الرزاق الرصاع[12]
- رشيد صفر[5]
- محمد السادس بن الحسن[13]
- إيمانويل ماكرون
- محمد بن سلمان آل سعود[14][15]
- تميم بن حمد آل ثاني

### الصنف الأول
- أسامة بن عبد الوهاب محمذي[16]
- حسين العباسي[17][18]
- توفيق بكار[19]
- شكري بلعيد[17]
- محمد الفاضل بن عاشور[20]
- عبد الستار بن موسى[17]
- وداد بوشماوي[17][21]
- الأزهر بوعوني[22]
- محمد براهمي[17]
- محمد الشرفي[23]
- الطاهر الحداد[24]
- حمدي المؤدب[25]
- عباس محسن[20]
- كمال مرجان[26]
- محمد الطالبي[27]
- زهير اليحياوي[16]
- سلطان بن سلمان آل سعود[28]
- أحمد بن محمد السالم[29]
- محمد العزيز بن عاشور [30]

### الصنف الثاني
- محمد بلحسين[31]
- بشرى بلحاج حميدة[32]
- محمد الفاضل بن عاشور[33]
- رافع بن عاشور[13]
- عياض بن عاشور[13]
- لطفي بن جدو[34]
- عز الدين باش شاوش[13]
- محمد صالح بن عيسى[35]
- صوفي بسيس[36]
- إبراهيم شبوح[37]
- عبد المجيد الشرفي[38]
- خديجة الشريف[39]
- محمد الهادي الشريف[40]
- فؤاد دغفوس[41]
- هشام جعيط[1]
- سلمى اللومي الرقيق[42]
- محمد حسين فنطر[43]
- مصطفى الفيلالي[44]
- منجي حامدي[34]
- غازي الجريبي[34]
- مية الجريبي[39][45]
- آمال كربول[34]
- نزيهة العبيدي[46]
- عمار المحجوبي[1]
- سنية مبارك[39]
- عبد الوهاب المدب[47]
- منى نور الدين[48]
- مراد الصقلي[34]
- مختار الطريفي[49]
- عبد الكريم الزبيدي[50]
- عبد الرزاق الزواري[13]

### الصنف الثالث
- حسن عنابي[51][13]
- سلمى بكار[52][39]
- عبد الوهاب بوحديبة[53]
- كريم بوزويتة[54]
- عزة الفيلالي[39]
- نجيبة الحمروني[39]
- دلندة لرقش[55][39]
- كمال عمران[56]

### الصنف الرابع
- الهادي بن عبد الرحمن بن مرزوق[57]
- سارة بسباس[39]
- منى شباح[39]
- ميليكا كوبريلو[58]
- صادق بلعيد[59]
- عزة بسباس[60]
- ليلى طوبال[39][61][62]

## روابط خارجية
- القانون عدد 33 المؤرخ في 6 رمضان 1378 (16 مارس 1959) في إحداث وسام الجمهورية.
- القانون عدد 27 المؤرخ في في 9 ربيع الأول 1383 (29 يوليو 1963) المتعلق بتنقيح القانون عدد 33 المؤرخ في 6 رمضان 1378 (16 مارس 1959).